# Östra Flymens naturreservat
Östra Flymens naturreservat är beläget nordost om Flymens kyrka i Karlskrona kommun, Blekinge.
Reservatet är skyddat sedan 2017 och omfattar 29 hektar. I reservatet finns hagmarker med ädellövträd samt kärr.